# André Corvisier
Pour les articles homonymes, voir Corvisier.
André Corvisier, né le 18 septembre 1918 à Chartres et mort le 5 juin 2014 à Illiers-l'Évêque (Eure), est un historien français.

## Biographie
Professeur émérite de l'Université Paris Sorbonne-Paris IV, il est spécialiste de l'histoire militaire du XVIIe siècle.
Il fut aussi président de la Commission internationale d'histoire militaire (en 1987), Chargé de conférences à l'École supérieure du Génie militaire (en 1990) et colonel de réserve du Génie (en 1990).
En juin 1987, il signe un appel d'universitaires en faveur de la réforme du Code de la nationalité, lancé par Maurice Boudot, Michel Crouzet, Claude Polin, Claude Rousseau et Jacques Robichez.

## Travaux
Auteur d'une thèse sur l'armée française de la fin du XVIIe siècle au ministère de Choiseul, il étudie pour cela les contrôles de troupe de l'armée française de 1716 à 1786.
André Corvisier s'est intéressé également aux enquêtes sur les invalides et les déserteurs tout en les recoupant avec les registres paroissiaux.
Il est aussi l'auteur d'une biographie de Louvois, et d'un « Précis d'histoire moderne » qui ont fait autorité.

## Publications
- Un problème social de l'Ancien Régime. La composition de l'armée, Paris, 1958.
- Aux approches de l'Édit de Ségur : Le cas du sieur de Mongautier, Paris, 1958.
- Les Généraux de Louis XIV et leur origine sociale, Amiens, impr. Yvert et Cie, 1959.
- L'armée française de la fin du XVIIe siècle au ministère de Choiseul: le soldat, Paris, PUF, 1964.
- Les Contrôles de troupes de l'Ancien régime, Paris, État-major de l'armée de terre, Service historique, 1969.
- La Danse macabre de Meslay-le-Grenet, Chartres 1969-1970.
- Précis d'histoire moderne, Paris, PUF, 1971.
- La France de 1492 à 1789, Paris, PUF, 1972
- Les Français et l'armée sous Louis XIV. D'après les mémoires des intendants 1697-1698, Vincennes, État-Major de l'armée de terre, Service historique, 1975.
- Armées et sociétés en Europe de 1494 à 1789, Paris, PUF, 1976.
- Arts et sociétés dans l'Europe du XVIIIe siècle, Paris, pUF, 1978.
- La France de Louis XIV : 1643-1715, ordre intérieur et place en Europe, Paris, société d'édition d'enseignement supérieur, 1979.
- Sources et méthodes en histoire sociale, Paris, SEDES, 1980.
- Regards sur l'histoire. Histoire moderne, Paris, SEDES, 1980
- (Brigitte Beaujard, Michel Bee, Nadine-Josette Chaline, André Corvisier, etc.) Histoire religieuse de la Normandie, Chambray, Imp. C.L.D. 1981.
- (sous la direction de André Corvisier), Histoire du Havre et de l'estuaire de la Seine, Toulouse, Privat, 1983.
- Louvois, Paris, Fayard, 1983, 557 p.  (ISBN 978-2213012179) .
- Les Hommes, la guerre et la mort, Paris, Économica, 1985.
- Dictionnaire d'art et d'histoire militaires, PUF, coll. « Grands dictionnaires », 1988 (réimpr. 1992, 2e), 896 p. (ISBN 978-2-13-040178-0, lire en ligne)
- (avec la collaboration de Anne Blanchard, Gilbert Bodinier, Claude Carlier.... et al.) Histoire militaire de la France, Paris, PUF, 1992-
- (direction) Actes du Colloque international sur les plans-reliefs au passé et au présent les 23, 24, 25, avril 1990 en l'Hôtel des Invalides, Paris, SEDES, 1993.
- La guerre. Essais historiques, Paris, PUF, 1995.
- (dir. de André Corvisier et Jean Jacquart), Les malheurs de la guerre, Congrès national des sociétés historiques et scientifiques, Amiens, 1996-
- La bataille de Malplaquet, 1709. L'effondrement de la France évité, Paris, Economica, 1997.
- Histoire militaire de la France. Des origines à nos jours, Paris, PUF, 1997.
- Les danses macabres, Paris, PUF, Que sais-je ?, 1998.
- Les régences en Europe. Essai sur les délégations de pouvoirs souverains, Paris, PUF, 2002.
- Les saints militaires, Paris, Honoré Champion, 2006.